# Whitney – Can I Be Me
Whitney – Can I Be Me ist ein Dokumentarfilm über das Leben der US-Sängerin Whitney Houston.

## Inhalt
Der spätere Weltstar Whitney Houston ist die Tochter der Gospelsängerin Cissy Houston und wächst in New Jersey auf. Sie hat schon in jungen Jahren Auftritte mit dem Gospel-Chor und wird von ihrer strengen Mutter trainiert. Trotz ihrer christlichen Erziehung werden auch heimlich Partys mit Drogen gefeiert. Anfang der 1980er Jahre wird sie von dem Musikmanager Clive Davis entdeckt und soll auch die weiße Hörerschaft erreichen, so macht er aus ihr eine Sängerin eingängiger Popsongs. Das Debütalbum wird ein weltweiter Erfolg, trotzdem weiß man relativ wenig über die Künstlerin. Da stets an ihrer Seite ihre Freundin Robyn Crawford verweilt, gehen Gerüchte über eine lesbische Beziehung umher. 1989 lernt sie den Sänger Bobby Brown kennen, mit dem sie eine geradezu verrückt-durchgeknallte Beziehung führt. Alkohol und Drogen kommen nun mehr ins Spiel. Als ihre beste Freundin Robyn nach längeren Konflikten mit Bobby Brown aussteigt, verliert Houston den Halt in ihrem Leben. Trotz einer Auszeit und der Liebe zu ihrer Tochter gerät sie immer mehr in eine Krise. 2007 erfolgt die Scheidung von Bobby Brown. 2012 wird Houston tot in der Badewanne eines Hotels gefunden.